# Gobierno y política de Turkmenistán

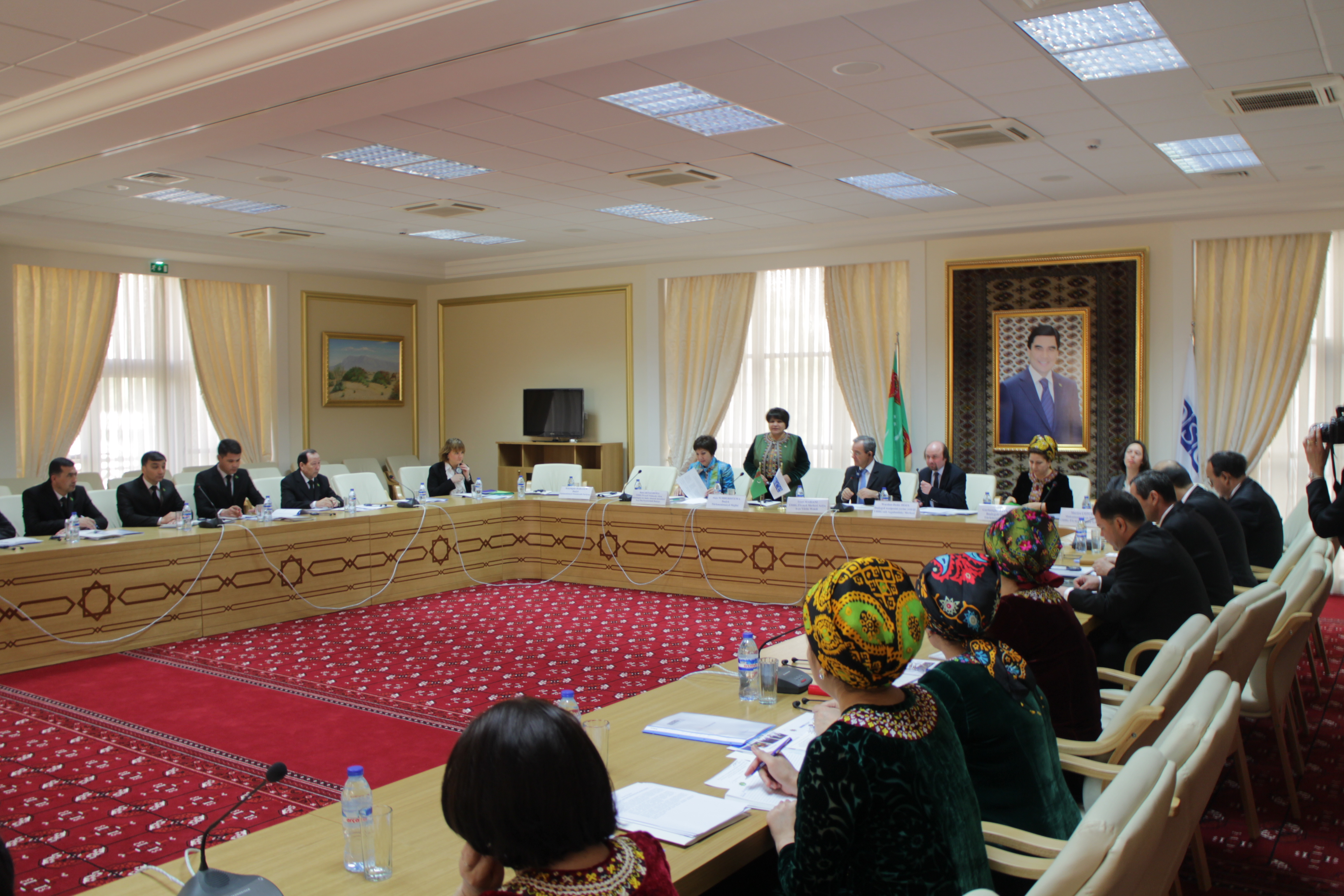
Seminario de la Asamblea Parlamentaria de la OSCE-Centro en Ashgabad para diputados turcomanos sobre la participación de la AP (14 y 15 de abril de 2015). Akjda Nurberdiyeva, presidenta del Mejlis de TurkmenistánPer Albin Hansson (1885-1946), primer ministro 1932-1936 y 1936-1946, retrato 1935 del fotógrafo Jan de Meyere (1879-1950), donado en 1973 por la Sociedad Fotográfica Sueca (RSF)/Sveriges Fotoklubbar a la colección del Moderna Museet.

El sistema político turcomano es heredero directo del establecido durante el periodo soviético, y en teoría emana de la Constitución de Turkmenistán aprobada en 1992. En teoría, Turkmenistán es una república presidencialista.
El Consejo del Pueblo (Jalk Maslajaty), es la entidad legislativa más importante del país. Este órgano se reúne al menos una vez al año; la Asamblea (Mejlis) toma las decisiones legislativas en los periodos que distan entre las reuniones del Consejo del Pueblo.
La ciudadanía elige al Consejo del Pueblo por un periodo de cinco años, y está compuesto de 50 escaños. En teoría, el Gobierno de Turkmenistán está subordinado al Consejo del Pueblo. Sin embargo, en la práctica, el Presidente de Turkmenistán, autodenominado Turkmenbashi o dirigente de los turcomanos tiene un control casi absoluto de la vida del país al ser jefe de gobierno y de estado.
Sólo hay un partido legal: El Partido Democrático de Turkmenistán, dirigido por Niyazov. 
Entre octubre de 1991 y enero de 1992 existió el Partido Agzybirlik. En 1993 se fundó, de facto, el Partido de la Justicia de los Campesinos por un grupo de diputados agrarios, pero nunca le fue reconocido el estatus de partido político.
En enero de 2002, el exministro de asuntos exteriores, Boris Shikhmuradov, fundó en el exilio el Movimiento Democrático Popular de Turkmenistán.
Turkmenistán es, en la práctica, un Estado personalista encarnado en la figura de Niyazov, quien incluso ha promovido la eliminación oficial de la libertad de prensa, reconocida en la Constitución.
Tras la muerte de Saparmyrat Nyýazow, el 21 de febrero de 2006, asumió la presidencia provisional Gurbangulí Berdimujamédov, quien convocó a elecciones pocos meses después y fue ratificado en su cargo al obtener el 89,18% de los votos.
A partir de las elecciones parlamentarias de 2008, se amplió el número de legisladores de 65 a 125, de los cuales 123 fueron elegidos en primera vuelta.